# Коломацька сільська територіальна громада
Коломацька сільська об'єднана територіальна громада — об'єднана територіальна громада в Україні, в Полтавському районі Полтавської області. Адміністративний центр — село Коломацьке.
Площа громади — 90,2 км², населення — 2261 мешканець (2018).
Утворена 8 лютого 2018 року шляхом об'єднання Василівської та Коломацької сільських рад Полтавського району.

## Населені пункти
До складу громади входять 1 селище (Степне) і 10 сіл: Василівка, Дудникове, Зоря, Коломацьке, Мале Ладижине, Олексіївка, Рубанівка, Сонячне, Старицьківка та Степанівка.